# 進化生物学
進化生物学（しんかせいぶつがく、英: evolutionary biology）あるいは進化学は、生物学の一分野で、共通祖先からの種の起源や進化、繁殖、生物多様性などについて研究を行う。進化生物学にはやや異なる二つの側面がある。一つは生物の種は共通祖先からどのような歴史をたどってきたかを明らかにする面で、分子遺伝学、分岐分類学、古生物学などと密接に連携する。もう一方は自然選択や中立進化など、進化を駆動する要因やメカニズムを明らかにする面である。これは分子遺伝学、集団遺伝学、生態学、ゲーム理論などと密接に関連する。
生物の進化は現代生物学の基盤をなしており、究極的には生物学のあらゆる発見は進化の解明と結びついている。したがって進化生物学は学際的な分野で、フィールドと研究室両方の広い分野の研究者が関わる。進化生物学者の中には哺乳類学、鳥類学、爬虫類学などそれぞれの専門分野を持つ者が多いが、これらをケーススタディとして進化の一般的な問題に答えるのである。また進化の速度や様式を研究するのに化石を用いる古生物学者や地質学者、集団遺伝学や進化心理学の分野で活躍する理論科学者も関わることがある。発生生物学は進化の総合説に取り込まれなかったが、1990年代になって進化発生生物学の研究が行われるようになり、再び進化生物学の範疇に加わった。
進化生物学の知見は、人間の社会文化的進化の研究や進化心理学に強く反映されている。また進化生物学の考え方の枠組みや概念的な道具は、今ではコンピューティングからナノテクノロジーまで様々な範囲の分野で適用されている。人工生命はバイオインフォマティクスの一分野であり、進化生物学で記述される生物の進化をモデル化することを目指すものである。通常、これは数学とコンピュータモデルを使って研究される。

## 下位分野
進化は、生物学において、様々な研究を統一する中心的概念であるが、その一方で、生物学という広大な分野は様々な方法で分割することができる。まず生物の階層に応じて、分子生物学、細胞生物学、個体生物学、集団生物学といった分類がある。また動物学、植物学、微生物学といった分類は、伝統的な生物の種類分けに応じたものである。第三に研究アプローチによって、野外研究を行うフィールド生物学、実験室での研究による実験生物学、化石を研究する古生物学、さらに各分野で得られた知見を整理し生物全体に共通した原理究明を行う理論生物学といった分類も可能である。こうした生物学の分類方法を、進化にも適用することで、進化生物学もまた、進化生態学や進化発生学といった下位分類に分けることができる。
さらに最近では、生物科学と他の応用科学を組み合わせることで、進化生物学に関連する領域でも新しい分野が誕生している。これには、たとえば進化ロボティクス、進化工学、進化的アルゴリズム、進化経済学、進化建築学などがある。他の方法では解決が困難な問題について、新しい設計方法や問題解決法を生み出すのに、進化の基本メカニズムは間接的に応用されている。とりわけ、コンピュータサイエンスや機械工学などの工学分野では、進化についての研究を用いることで、いくつもブレイクスルーが得られている。

## 歴史
進化生物学の歴史的なルーツはチャールズ・ダーウィンとアルフレッド・ウォレスの自然選択説の提唱（1858）にまで遡ることができるが、専門的な学問分野としての進化生物学は1930年代から40年代頃にネオダーウィニズム成立の結果として始まった。「進化生物学」という呼称は1950年代にエルンスト・マイヤーによって細胞学や生理学などの「機能生物学」に対比して用いるために提案された。しかし進化生物学という用語を掲げた学科が多くの大学に創設されるのは1970年代から80年代になってからのことだった。アメリカ合衆国では分子生物学、細胞生物学の急速な進歩により、多くの大学が生物学科を分子・細胞生物学科と生態学・進化生物学科に分割あるいは再編した。かつての古生物学科や動・植物学科などは後者に組み込まれた。
微生物学は近年、進化生物学の関連分野として急速に重要度を高めている。微生物は形態的な特徴に乏しく、微生物学において種の定義が確定できなかったため、進化生物学において従来は重視されていなかった。しかし現在では、生理学的な研究が進んでいること、ゲノム研究が容易であること、世代が短いことなどから進化学の重要なツールとなっている。同様のことはウイルス、特にバクテリオファージの進化についても言える。

## 薬物耐性
薬剤耐性には進化が重要な役割を果たしている。
HIVがどのようにして薬や体の免疫システムに耐性を持つようになるのかを例とする。HIVの耐性の変異は、生き残った人とその子孫の自然淘汰によるものである。免疫系を生き延びたHIVは繁殖し、免疫系にも耐性のある子孫を産む。適切な薬がなければ、病気は患者の死につながることもあるが、体が一定数の薬に抵抗力を持っていると、適切な薬を見つけるのは困難になる。抗生物質の投与を終えないこともまた、細菌やウイルスが進化して体内で広がり続ける耐性の例である。このように、ウイルスは使用薬に対して耐性を持つようになるため、後になって別の病気が発生し、治癒がさらに困難になる。処方薬を飲み終えることは、抗生物質の耐性を防ぐための重要なステップである。また、慢性疾患を持つ患者は、他の患者よりも抗生物質耐性のリスクが高い。これは、薬の使いすぎや高すぎる投与量によって患者の免疫系が弱くなり、病気が進化してより強くなる可能性があるためである。例えば、がん患者は免疫系の機能が低下しているため、より強力で強力な投薬量が必要となる。

## ジャーナル
多くの雑誌で学際的研究として扱われているが、「Evolution」、「Journal of Evolutionary Biology」、「BMC Evolutionary Biology」などは進化生物学全体を扱っている。また、「Systematic Biology」、「Cladistics」、「Molecular Biology and Evolution」とその姉妹紙の「Genome Biology and Evolution」など、進化生物学を分野として扱う雑誌もある。

## 主要人物
- チャールズ・ダーウィン
- アルフレッド・ウォレス
- テオドシウス・ドブジャンスキー
- エドモンド・ブリスコ・フォード
- ロナルド・フィッシャー
- シューアル・ライト
- ジョン・スコット・ハルデン
- エルンスト・マイヤー
- ジョージ・ゲイロード・シンプソン
- ジョージ・レドヤード・ステビンズ
- ジェームズ・フランクリン・クロウ
- リチャード・ルウォンティン
- ダニエル・ハートル
- マーカス・フェルドマン
- ブライアン・チャールズワース